# Leonor Beauchamp
Leonor Beauchamp (em inglês:  Eleanor; Wedgenock ou Walthamstow, c. 1407/08 ou setembro de 1407 – Baynard's Castle, 6 de março ou 3 de junho de 1467) foi uma nobre inglesa. Ela foi baronesa de Ros pelo seu primeiro casamento com Tomás de Ros, 8.° Barão de Ros, e posteriormente, foi duquesa de Somerset pelo seu segundo casamento com Edmundo Beaufort, 2.° duque de Somerset. 

## Família
Leonor foi a segunda filha e criança nascida de Ricardo Beauchamp, 13.° Conde de Warwick e de sua primeira esposa, Isabel de Berkeley, baronesa Berkeley e Lisle. Os seus avós paternos eram Tomás de Beauchamp, 12.° Conde de Warwick e Margarida de Ferrers. Os seus avós maternos eram Tomás de Berkeley, 5.° Barão Berkeley e Margarida de Lisle, 3.° Baronesa Lisle.
Ela teve duas irmãs integrais: Margarida, esposa de João Talbot e Isabel, esposa de Jorge Neville. Por parte do segundo casamento de seu pai com Isabel le Despenser, teve dois meio-irmãos: Henrique de Beauchamp, 1.° Duque de Warwick, marido de Cecília Neville, e Ana de Beauchamp, 16.° Condessa de Warwick.

## Biografia
Antes de 1430, Leonor casou-se com o barão Tomás de Ros, filho de Guilherme de Ros, 6.° Barão de Ros e de Margarida FitzAlan. Eles tiveram três filhos, uma menina e dois meninos. O barão faleceu no dia 18 de agosto de 1430.
Algum tempo após enviuvar, entre os anos 1431 e 1435, ou ainda no ano de 1433, em King's Stanley, Leonor tornou-se esposa do duque Edmundo Beaufort, em um casamento sem licença, fato o qual foi perdoado em 7 de março de 1438. Ele era filho de João Beaufort, 1º conde de Somerset e de Margarida Holland.
O duque e a duquesa tiveram onze filhos, sete meninas e quatro meninos.
O terceiro e último marido de Leonor foi Walter Rokesley. Porém, eles não tiveram filhos.
A duquesa faleceu ou no dia 6 de março ou no dia 3 de junho de 1467, em Londres, com cerca de 60 anos de idade.

## Descendência

### Primeiro casamento
- Margarida de Ros (1425 – 10 de dezembro de 1488), foi a segunda esposa de Guilherme de Botreaux, 3.° Barão Botreaux, e depois foi casada com Thomas de Burgh, 1.° Barão Burgh, com quem teve cinco filhos;
- Tomás de Ros, 9.° Barão de Ros (9 de setembro de 1427 – 14 de maio de 1464), ele lutou na Guerra das Rosas ao lado da Dinastia de Lencastre. Foi marido de Philippe Tiptoft, com quem teve cinco filhos;
- Ricardo de Ros, marido de Joan Knyvet.

### Segundo casamento
- Henrique Beaufort, 3.º Duque de Somerset (26 de janeiro de 1436 – 15 de maio de 1464), participante da Guerra das Rosas ao lado dos Lancastre, foi capturado e decapitado. Não se casou e teve apenas um filho ilegítimo com Joan Hill: Carlos Somerset, 1.° Conde de Worcester;
- Edmundo Beaufort (1439 – 6 de maio de 1471), era intitulado duque de Somerset, mas nunca foi reconhecido oficialmente como tal. Morreu decapitado pelos Iorquistas na Batalha de Tewkesbury. Não foi casado e nem deixou descendência;
- João Beaufort, Conde de Dorset (m. 4 de maio de 1471), também foi morto em Tewkesbury. Não se casou e nem teve filhos;
- Tomás Beaufort (m. antes de 1463), morreu jovem;
- Margarida Beaufort (1437 – 1474), foi esposa de Humberto Stafford, Conde de Stafford, e depois foi casada com Sir Richard Dayrell. Teve descendência;
- Leonor Beaufort (m. 16 de agosto de 1501), foi primeiro casada com Jaime Butler, 5.° Conde de Ormond e depois com Sir Robert Spencer de Spencer Combe. Teve descendência;
- Isabel Beaufort (m. antes de 1492), esposa de Sir Henry FitzLewis;
- Maria Beaufort (n. entre 1431 e 1435), casada com um membro da família Burgh, com quem teve dois filhos;
- Ana Beaufort (m. 28 de novembro de 1496), foi esposa de Sir William Paston de Norfolk, com quem teve seis filhos;
- Joana Beaufort (m. 11 de agosto de 1518), foi esposa de Roberto St. Lawrence, 2.° Barão Howth, mas não teve filhos;
- Isabel Beaufort (m. 31 de outubro de 1453), sepultada na Catedral de Cantuária. Não se casou e nem teve filhos.